# Susanne Berckhemer
Susanne Berckhemer (* 20. März 1978 in Augsburg) ist eine deutsche Schauspielerin.

## Leben
Berckhemer studierte Schauspiel an der Bayerischen Theaterakademie August Everding in München. Zusätzlich erhielt sie Unterricht in Ballett und Stepptanz sowie im Klavierspiel.
Berckhemer spielte mehrfach im Tatort mit und in Verliebt in Berlin in der Rolle der Britta Haas. Bis Juli 2008 (Kapitel 703) stand sie für die ZDF-Telenovela Wege zum Glück in der Hauptrolle der Luisa Becker (geb. Maywald) vor der Kamera.
Von November bis Dezember 2009 spielte sie Cecily, im Theaterdiscounter in Berlin, in dem Theaterstück Bunbury - Ernt ist ein Spiel von Oscar Wilde. Sie übernahm Episodenrollen in SOKO Leipzig und in Liebe, Babys und ein großes Herz.
Seit 2007 unterstützt Berckhemer im Rahmen des Susanne Berckhemer Fonds Kinder und Jugendliche des siebenbürgischen Dorfes Holzmengen und Umgebung in den Bereichen Bildung, Beruf und Kultur.
Berckhemer lebt mit ihrem Lebensgefährten Thorsten Werner in Berlin. Im Januar 2009 kam ihr erstes Kind zur Welt.
Seit 2012 hat Berckheimer ein Engagement am Theater Regensburg angenommen und spielte dort unter anderem in Die Katze auf dem heißen Blechdach und in Dea Lohers Das letzte Feuer.

## Filmografie
- 1998: Insomnia
- 1998: L’image fantome
- 1999: Kümmel und Korn
- 2000: Insel der Angst (Fernsehfilm)
- 2004: Tatort – Eine Leiche zu viel
- 2005–2006: Verliebt in Berlin (Telenovela)
- 2006: Tessa – Leben für die Liebe (Telenovela)
- 2006: Tatort – Gebrochene Herzen
- 2007: Rosamunde Pilcher: Sieg der Liebe
- 2007–2008: Wege zum Glück (Telenovela)
- 2009: SOKO Leipzig (Fernsehreihe)
- 2009: Wege zum Glück (Telenovela) als Gast
- 2010: Liebe, Babys und ein großes Herz (Fernsehreihe)
- 2010: Leben und Leben lassen (Regie: Julischka Cotaru)
- 2010: Verworren (Regie: Stefan Maregg)
- 2012: Das Haus der Krokodile
- 2013: Morden im Norden (Fernsehserie)
- 2013–2015: Tiere bis unters Dach (Fernsehserie)
- 2014: München 7 (Fernsehserie)
- 2016: SOKO Köln (Fernsehreihe)